# Dům U Jana Husi z Husince
Dům U Jana Husi z Husince je novorenesanční činžovní dům z roku 1869 v Husitské ulici čp. 191/47 v Praze na Žižkově.

## Historie
Jedná se o jeden z prvních domů postavených na Žižkově, předznamenal bouřlivý rozvoj tohoto předměstí ve třetí třetině 19. století. Dům postavil na někdejších polích podle tehdejší Vídeňské silnice pozdější první starosta Žižkova a stavitel žižkovských domů Karel Hartig (1833 Sedlčany – 1905 Praha-Nové Město) roku 1869 v novorenesančním slohu společně se sousedním domem čp. 192 (U Jeronýma Pražského) pro svou tchyni Marii Stomeovou (dle výkresů bytem Žižkov čp. 5 - usedlost Malá Ševčíková).
Karel Hartig byl významný český vlastenec a zastánce husitského odkazu. Na průčelí domu je socha Jana Husa od Františka Josefa Heidelberga (1844 Praha – 1919 Praha), která je považována za první Husovu sochu v Čechách.

## Popis
Dům byl postaven jako dvoupatrový se šestiosou fasádou s Husovou sochou s vlastním výklenkem v prvním patře veprostřed. Vstupní dveře z ulice jsou ve třetí ose zleva a na vstupní chodbu (průjezd) navazuje jednoramenné půlkruhové schodiště. Dům je vybaven sklepením, v přízemí původně zaklenutý valenými klenbami, zakrytý sedlovou střechou. Toalety byly původně na pavlači.
Roku 1890 přibyla patrová přístavba. Roku 1900 žižkovský lékárník Alois Valenta ve dvoře zřídil vanové lázně, který v domě provozoval lékárnu U Koruny. Roku 1910 stavitel Zdeněk Frič přestavěl lázně na dílny a byl osazen secesní parter. Další stavební úpravy proběhly v letech 1997 a 2005.
Samotný objekt není kulturní památkou, nicméně aspoň spadá pod plošnou památkovou ochranu v rámci Městské památkové zóny Vinohrad, Žižkova a Vršovic. Dům je v soukromém vlastnictví.